# Pont-de-Poitte
Pont-de-Poitte és un municipi francès situat al departament del Jura i a la regió de Borgonya - Franc Comtat. L'any 2007 tenia 643 habitants.

## Demografia

### Població
El 2007 la població de fet de Pont-de-Poitte era de 643 persones. Hi havia 296 famílies de les quals 114 eren unipersonals (63 homes vivint sols i 51 dones vivint soles), 83 parelles sense fills, 83 parelles amb fills i 16 famílies monoparentals amb fills.
La població ha evolucionat segons el següent gràfic:
Habitants censats

### Habitatges
El 2007 hi havia 412 habitatges, 306 eren l'habitatge principal de la família, 58 eren segones residències i 49 estaven desocupats. 272 eren cases i 140 eren apartaments. Dels 306 habitatges principals, 220 estaven ocupats pels seus propietaris, 78 estaven llogats i ocupats pels llogaters i 8 estaven cedits a títol gratuït; 8 tenien una cambra, 20 en tenien dues, 57 en tenien tres, 85 en tenien quatre i 135 en tenien cinc o més. 241 habitatges disposaven pel capbaix d'una plaça de pàrquing. A 143 habitatges hi havia un automòbil i a 126 n'hi havia dos o més.

### Piràmide de població
La piràmide de població per edats i sexe el 2009 era:
| Homes | Edats   | Dones |
| ----- | ------- | ----- |
| 0     | 95 o +  | 0     |
| 0     | 90 a 94 | 0     |
| 8     | 85 a 89 | 8     |
| 8     | 80 a 84 | 4     |
| 16    | 75 a 79 | 24    |
| 16    | 70 a 74 | 20    |
| 24    | 65 a 69 | 20    |
| 20    | 60 a 64 | 24    |
| 24    | 55 a 59 | 20    |
| 24    | 50 a 54 | 12    |
| 24    | 45 a 49 | 12    |
| 12    | 40 a 44 | 20    |
| 16    | 35 a 39 | 12    |
| 20    | 30 a 34 | 24    |
| 20    | 25 a 29 | 28    |
| 16    | 20 a 24 | 12    |
| 12    | 15 a 19 | 4     |
| 16    | 10 a 14 | 16    |
| 8     | 5 a 9   | 16    |
| 4     | 0 a 4   | 32    |

## Economia
El 2007 la població en edat de treballar era de 370 persones, 283 eren actives i 87 eren inactives. De les 283 persones actives 248 estaven ocupades (133 homes i 115 dones) i 36 estaven aturades (16 homes i 20 dones). De les 87 persones inactives 45 estaven jubilades, 21 estaven estudiant i 21 estaven classificades com a «altres inactius».

### Ingressos
El 2009 a Pont-de-Poitte hi havia 304 unitats fiscals que integraven 656,5 persones, la mediana anual d'ingressos fiscals per persona era de 16.869 €.

### Activitats econòmiques
Dels 50 establiments que hi havia el 2007, 2 eren d'empreses extractives, 2 d'empreses alimentàries, 8 d'empreses de fabricació d'altres productes industrials, 6 d'empreses de construcció, 18 d'empreses de comerç i reparació d'automòbils, 3 d'empreses de transport, 4 d'empreses d'hostatgeria i restauració, 1 d'una empresa financera, 1 d'una empresa immobiliària, 3 d'entitats de l'administració pública i 2 d'empreses classificades com a «altres activitats de serveis».
Dels 13 establiments de servei als particulars que hi havia el 2009, 1 era una oficina de correu, 2 tallers de reparació d'automòbils i de material agrícola, 2 paletes, 1 guixaire pintor, 1 fusteria, 2 electricistes, 1 perruqueria, 2 restaurants i 1 agència immobiliària.
Dels 4 establiments comercials que hi havia el 2009, 1 era una gran superfície de material de bricolatge, 1 una botiga de més de 120 m² i 2 fleques.
L'any 2000 a Pont-de-Poitte hi havia 4 explotacions agrícoles.

## Equipaments sanitaris i escolars
L'únic equipament sanitari que hi havia el 2009 era una farmàcia.
El 2009 hi havia una escola elemental.

## Poblacions més properes
El següent diagrama mostra les poblacions més properes.